# 太平洋の奇跡 -フォックスと呼ばれた男-
『太平洋の奇跡−フォックスと呼ばれた男−』（たいへいようのきせき フォックスとよばれたおとこ）は、ドン・ジョーンズの長編実録小説『タッポーチョ「敵ながら天晴」大場隊の勇戦512日』を原作とした 2011年2月11日公開の日本映画。
厚生労働省社会保障審議会が推薦する児童福祉文化財の1つに選ばれている。

## 概要
太平洋戦争において激戦が繰り広げられたサイパン島で、わずか47人の兵で45,000人もの米軍を巧みな戦略で翻弄し、米兵らから畏敬の念を込めて「フォックス」と呼ばれた実在の大場栄・陸軍大尉。タッポーチョ山を拠点とした大場とその部隊が、1945年8月のポツダム宣言受諾以降も、その事実を知らずに戦い続けた実話を日米双方から描く。
全国300スクリーンで公開され、2011年2月12、13日土日2日間で興収は2億5,510万700円、動員は21万6,495人（初日からの3日間では興収は3億9,044万8,500円、動員は33万1,967人）になり映画観客動員ランキング（興行通信社調べ）で初登場第1位となった。イギリス、アイルランド、ドイツ、オーストリア、スイスの5カ国での配給が決定しているほか、ほかの国でも配給交渉が行なわれている。
また、ぴあ初日満足度ランキング（ぴあ映画生活調べ）では第1位と50代を中心に世代に高評価されている。

## ストーリー
昭和19年7月、サイパンの戦いにおいて、圧倒的な数のアメリカ軍に斬り込む総攻撃に生き残った日本陸軍の大場栄大尉。生き残りの兵士たちとジャングルに後退した彼は「玉砕」のみを考えていたが、次第に民間人や残された兵士のため、生き残って最後まで戦おうと決意する。

## キャスト
- 大場栄 大尉（別名:フォックス） - 竹野内豊
- 堀内今朝松 一等兵（別名:サイパンタイガー） - 唐沢寿明
- 青野千恵子 - 井上真央
- 木谷敏男 曹長 - 山田孝之
- 奥野春子 - 中嶋朋子
- 尾藤三郎 軍曹 - 岡田義徳
- 元木末吉 - 阿部サダヲ
- ハーマン・ルイス大尉 - ショーン・マクゴーウァン
- ポラード大佐 - ダニエル・ボールドウィン
- ウェシンガー大佐 - トリート・ウィリアムズ
- 金原 海軍少尉 - 板尾創路
- 永田 少尉 - 光石研
- 池上 上等兵 - 柄本時生
- 伴野 少尉 - 近藤芳正
- 馬場明夫 - 酒井敏也
- 大城一雄 - ベンガル
- 馬場エミ子 - 山口愛
- 馬場昭 - 小柴亮太
- 斎藤義次陸軍中将 - 浜田晃
- 南雲忠一海軍中将 - 側見民雄
- 井桁敬治陸軍少将 - 外波山文明
- 矢野英雄海軍少将 - 三田村周三
- 佐官 - 福田転球

## スタッフ
- 監督：平山秀幸
- 脚本：西岡琢也、Gregory Marquette、Cellin Gluck
- 原作：ドン・ジョーンズ『タッポーチョ「敵ながら天晴」大場隊の勇戦512日（英題[注釈 2]：Oba, the Last Samurai: Saipan 1944-45）』（中村定訳、祥伝社刊）
- 音楽：加古隆
- ヴァイオリン演奏：宮本笑里
- 製作指揮：宮崎洋
- 製作：大山昌作、平井文宏、島谷能成、阿佐美弘恭、村上博保、服部洋、大橋善光
- エグゼクティブプロデューサー：奥田誠治
- シニアプロデューサー：菅沼直樹
- プロデューサー：飯沼伸之、伊藤卓哉、甘木モリオ、田中敏雄
- US Unit Director：Cellin Gluck
- 2nd Unit Director/特撮監督：尾上克郎
- VFXスーパーバイザー：道木伸隆
- US Unit Producer：Thomas Nelson
- Thai Unit Producer：Michael Sarun Srisomsub
- Main Unit
  - 撮影：柴崎幸三
  - 美術：中澤克巳
  - 照明：上田なりゆき
  - 録音：小松将人
  - 編集：洲崎千恵子
  - ポストプロダクションスーパーバイザー：大屋哲男
  - 監督補：蝶野博
  - 助監督：吉田和弘
  - 製作担当：吉崎秀一
- US Unit
  - Director of Photography：Garry Waller
  - Production Designer：Richard Lowe
  - Sound Mixer：Paul Marshall
  - Editor：James Munro
  - 1st AD：Stephen Buck
- 企画製作：日本テレビ放送網
- 製作：日本テレビ放送網、バップ、東宝、D.N.ドリームパートナーズ、読売テレビ放送、電通、読売新聞 / STV、MMT、SDT、CTV、HTV、FBS
- 製作プロダクション：シネバザール
- 製作協力：Protean Image Group、Alpha Beta Films Production
- 配給：東宝

## 作品解説
撮影は平山秀幸監督率いる日本ユニットとチェリン・グラック監督率いる米国ユニット、尾上克郎監督率いる特撮ユニットの3隊で進められ、両軍それぞれの目線で描かれる。

### ロケ地
ロケ地はタイで2010年5月20日に撮入。なお、タイ南部だけでなく、サイパン島でもロケ撮影が行なわれた。

## プロモーション
初期のTVCMでは、音楽を担当した加古隆が作曲した『パリは燃えているか』（NHKスペシャル「映像の世紀」メインテーマ曲、1995年）が使用されていた。

## 書籍

### 原作
- 映画公開に合わせ、原作本が『タッポーチョ 太平洋の奇跡「敵ながら天晴」玉砕の島サイパンで本当にあった感動の物語』のタイトルで復刊・文庫化（ISBN 4396315368）され、2011年2月4日に発売された。

### ノベライズ
- 2011年1月6日に小学館より文庫本（ISBN 4094085602）が出版された。大石直紀著。

## 逸話
- 米国ユニットのチェリン・グラック監督は和歌山県出身で日本育ちのアメリカ人である。
- 日本に留学経験があるという設定のハーマン・ルイス大尉を演じたショーン・マクゴーウァンは、父親がアメリカ海軍のパイロットだったことから11歳から15歳までの約4年間、青森県三沢市に住んでいた[5]。

## テレビ放送
| 回数 | テレビ局   | 番組名（放送枠名） | 放送日        | 放送時間      | 放送分数 | 視聴率 |
| ---- | ---------- | ------------------ | ------------- | ------------- | -------- | ------ |
| 1    | 日本テレビ | 金曜ロードSHOW!    | 2013年8月3日  | 21:00 - 22:54 | 114分    | 7.4%   |
| ２   | 日本テレビ | 映画天国           | 2015年3月30日 | 25:59 - 27:58 | 119分    | 1.4%   |

- 視聴率はビデオリサーチ調べ、関東地区・世帯・リアルタイム。